# 海月の火の玉
海月の火の玉（くらげのひのたま）またはくらげ火（くらげび）は、日本の妖怪の一つ。鬼火の一種であり、海の近くを飛び回るという。江戸時代の奇談集『三州奇談』に名が見られる。

## 概要
元文年間、加賀国（現在の石川県）に現れたという火の玉。夜中に武士が全昌寺の裏手を歩いていると、生暖かい風とともに火の玉が飛んできたのでこれを斬りつけたところ、二つに割れて、ねばねばとした糊か松脂のような感触の、赤く透き通ったものが顔に貼り付き、両目を開けてみるとそれを透かして周囲を見通すことができた。土地の古老に訪ねたところ、「それは海月が風に乗ってさまようのだろう」と言ったという。